# Presek torusa
Presek torusa je presek ravnine s torusom. Podobno so stožnice preseki ravnine in stožca.

## Enačba preseka
Presek torusa je ravninska krivulja četrte stopnje z obliko
{\displaystyle \left(x^{2}+y^{2}\right)^{2}+ax^{2}+by^{2}+cx+dy+e=0}.

## Perzejev duh
Posebni primer preseka torusa je Perzejev duh. V njem je presečna ravnina vzporedna z rotacijsko osjo simetrije torusa. Ostali primeri vključujejo hipopedo in Cassinijevo jajčnico s sorodnimi krivuljami kot je Bernoullijeva lemniskata. 

## Villarceaujeva krožnica
Posebni primer sta tudi Villarceaujevi krožnici v katerih dobimo kot presek enaki krožnici.

## Posplošitev preseka torusa
Mnogo bolj komplicirane oblike  (npr. kolobar) dobimo, če je presečna ravnina pravokotna ali poševna glede na simetrijsko os vrtenja pri torusu.
 